# Vereeniging
Vereeniging är en stad i den sydafrikanska provinsen Gauteng, cirka fem mil söder om Johannesburg, vid floden Vaal. Staden hade 99 787 invånare vid folkräkningen 2011, och är en viktig industristad. En riklig tillgång på kol och vattenkraft lade grunden för en betydande industriutveckling här, och staden är en av landets viktigaste centrum för tung industri.

## Historia
Vereeniging ("förening") grundades 1892 av en kolgruveförening (därav namnet). Fredsavtalet efter andra boerkriget undertecknades här 1902. Orten fick stadsstatus 1912. I Sharpeville strax väster om Vereeniging uppstod 1960 stora demonstrationer mot passlagarna i landet, där 69 svarta dödades.